# Прянишников, Николай Николаевич
Николай Николаевич Прянишников (р. 15 ноября 1972 года, Москва), российский топ-менеджер, генеральный директор «Русской Фитнес Группы» (сети фитнес-клубов World Class и UFC Gym Russia).

## Биография

### Образование
- 1994 г. — окончил Московский автомобильно-дорожный институт (МАДИ).
- 1996 г. — окончил Всероссийский заочный финансово-экономический институт по специальности «Финансы и кредит».
- 1998 г. — окончил Высшую коммерческую школу Министерства внешних экономических связей и торговли РФ и Международный университет управления (Париж) по программе MBA. Кандидат экономических наук, защитил диссертацию на тему «Стратегическое управление предприятиями в условиях экономического кризиса».

### Трудовая деятельность
- 1992 г. — работа в компании «Московская сотовая связь» на должности торгового представителя, затем — руководителя сектора развития рынка и директора по маркетингу.
- 1996 г. — генеральный директор ЗАО «МСС-Старт» («Мобайл-Центр»).
- 1997 г. — заместитель генерального директора по коммерции ТОО «Московская сотовая связь».
- 1999 г. — заместитель генерального директора, коммерческий директор ОАО «ВымпелКом».
- 2000-2008 гг. — работа в ОАО «ВымпелКом» в должностях первого вице-президента, коммерческого директора, исполнительного вице-президента. Под руководством Николая Прянишникова был реализован ряд проектов, существенно изменивших ситуацию на рынке сотовой связи России. В качестве примера можно привести вывод на рынок продукта «Телефон в коробочке за 49$», ознаменовавший начало новой эры использования мобильной связи, или региональное развитие компании «ВымпелКом»: строительство, успешный запуск сетей и операций в более чем 70 регионах России.[1] За 9 лет в «ВымпелКом» увеличил бизнес компании со 100 млн USD до 8 млрд USD.
- 2009-2014 гг. — президент представительства корпорации Microsoft в России.[2]
- 2014 г. — вице-президент по развитию бизнеса Microsoft в Центральной и Восточной Европе.[3][4] За 6 лет работы в Microsoft Russia удвоил объем бизнеса корпорации, Microsoft Russia было признано Subsidiary of the Year. В 2015 назначен вице-президентом Microsoft по Центральной и Восточной Европе.
- 2015 г. — генеральный директор «Русской Фитнес Группы». За эти годы расширил сеть фитнес-клубов World Class с 50 до 110, диверсифицировал бизнес компании, построив новую сеть UFC Gym Russia и организовав направление диджитал-бизнеса.

### Общественная деятельность
Член Совета директоров «ТрансТелеком», член Наблюдательного Совета АНД (крупнейшей ассоциации профессиональных директоров), председатель Комитета АНД по новым технологиям, инновациям и кибербезопасности.

### Рейтинг
В 2008 году Всемирный экономический форум опубликовал список молодых мировых лидеров. Исполнительный вице-президент ОАО «ВымпелКом» Николай Прянишников вошел в тройку россиян, включенных в этот список.
В феврале 2012 г. – лауреат премии «Персона в IT-индустрии», по версии РБК.
Девять раз (в том числе трижды на первом месте) входил в Топ-250 высших руководителей России в ежегодном рейтинге Ассоциации менеджеров газеты «Коммерсант».

## Личная жизнь
Николай — отец семерых детей.
Хобби — путешествия с семьей, спорт и музыка. 